# Černá Hora
Černá Hora (deutsch Schwarzenberg, auch Czernahora, nach 1920 in der Schreibweise Černahora) ist eine Minderstadt (Městys) im Bezirk Blansko in Tschechien.

## Lage

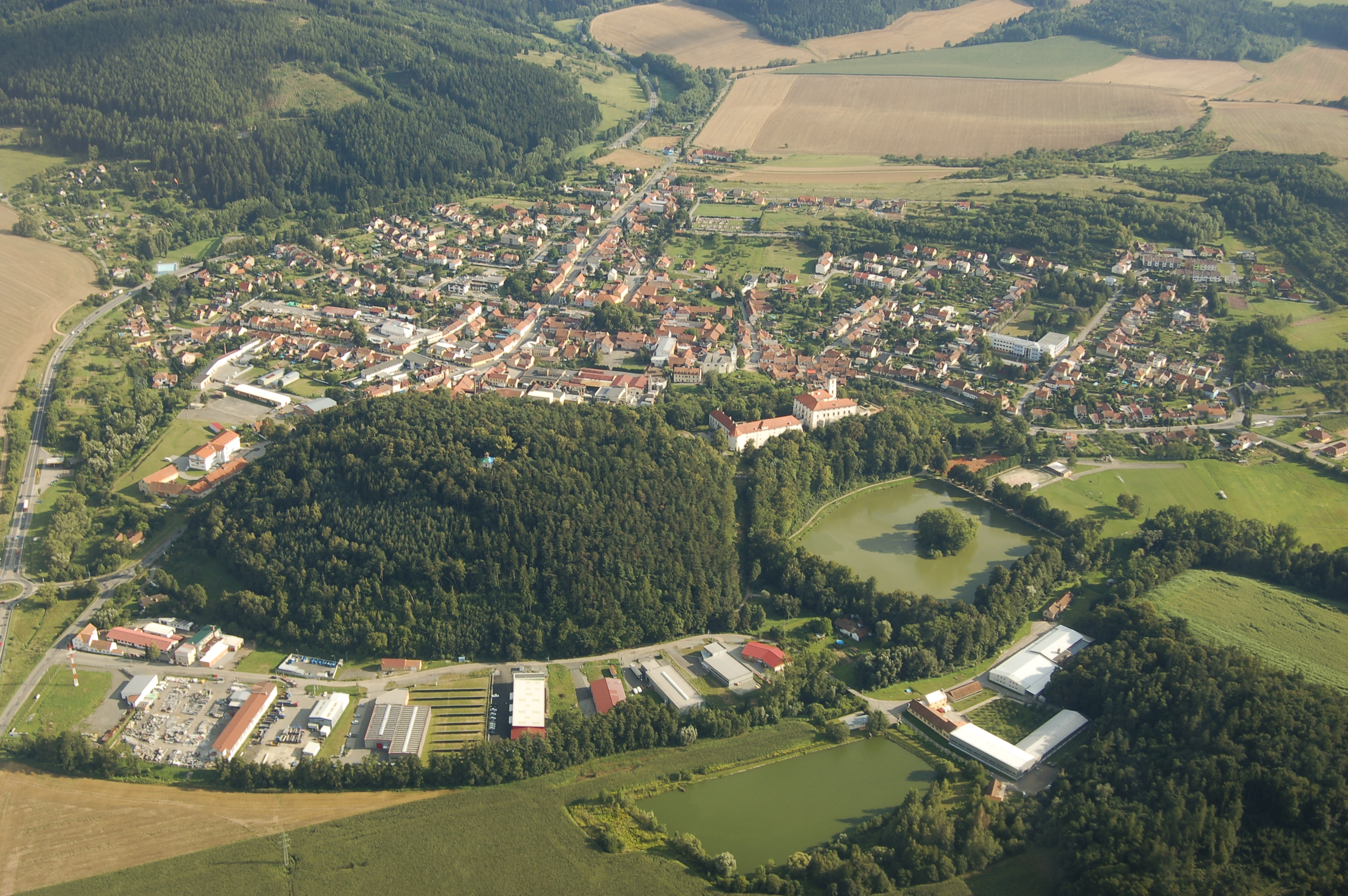
Černá Hora, Luftbild

Černá Hora liegt acht Kilometer nordwestlich von Blansko in Mähren am Übergang zwischen dem Drahaner Bergland und der Böhmisch-Mährischen Höhe am Flüsschen Býkovka.
Nachbarorte von Černá Horas sind im Westen Žernovník, im Norden Býkovice und Bořitov sowie östlich Rájec-Jestřebí. Durch den Ort führt die Europastraße 461.

## Geschichte
Czernahora wurde erstmals im Jahre 1049 anlässlich der Weihe des Klosters Raigern erwähnt. Eine weitere Erwähnung stammt aus dem Jahre 1279. Die im 13. Jahrhundert erbaute gleichnamige Burg war von 1281 bis 1298 im Besitz des Matthias von Czernahora. Von 1333 bis 1597 gehörte der Ort den Herren von Boskowitz, die, nachdem sie im 14. Jahrhundert ihren Stammsitz Boskowitz an die Herren von Kunstadt verloren, den Beinamen „Černohorský“ benutzten.

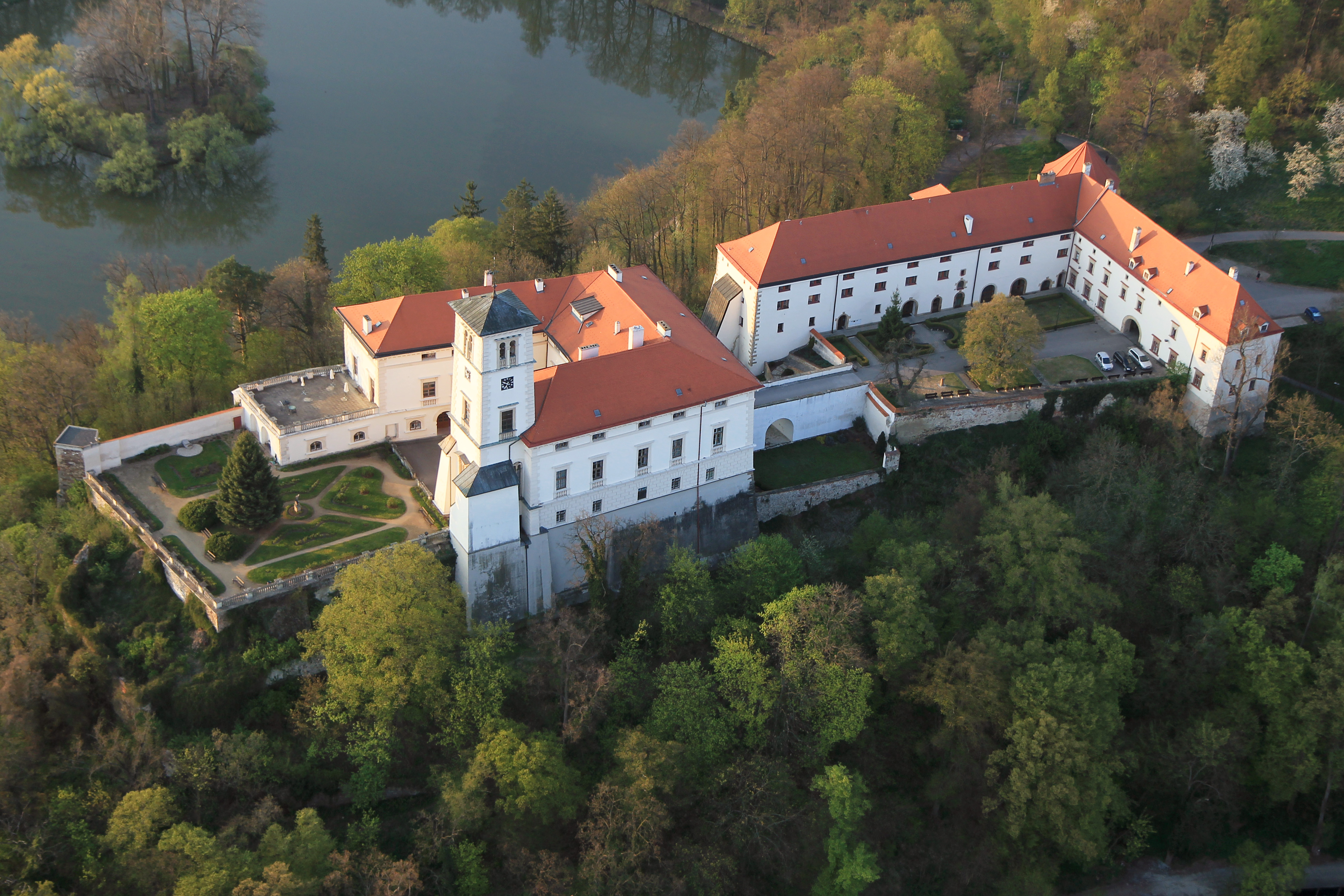
Schloss Černá Hora

1390 wurde Czernahora, das Sitz der gleichnamigen Herrschaft war, erstmals als Städtchen bezeichnet. In lateinischen Schriften wird es mit dem Ortsnamen Nigromons bezeichnet, in Matriken zu Geburt, Heirat und Tod wird bis Ende des Ersten Weltkriegs 1918 Montenegro verwendet bzw. bei deutschsprachigen Gläubigen Schwarzenberg.
1530 gründeten die Brüder Tas und Jaroslav Černohorský von Boskowitz eine Brauerei, die mit ihrem Montenegro-Bier gute Umsätze erzielte. Albrecht Černohorský von Boskowitz ließ nach 1556 die verfallene Burg zu einem Renaissanceschloss umbauen. Nach dem Tod des Johann „Šembera“ von Boskowitz und Černahora, mit dem die Boskowitzer 1597 im Mannesstamm erloschen, erbte dessen Tochter Anna Maria, die mit Karl I. von Liechtenstein verheiratet war, Czernahora. Während der Herrschaft der Liechtensteiner wurde 1707–1710 die Kirche St. Laurentius errichtet. 1711 gelangte Czernahora an die Auersperg, später an die Familie Morzin-Czernin. Nach der Aufhebung der Patrimonialherrschaften kam der Ort 1848 zum Brünner Kreis.

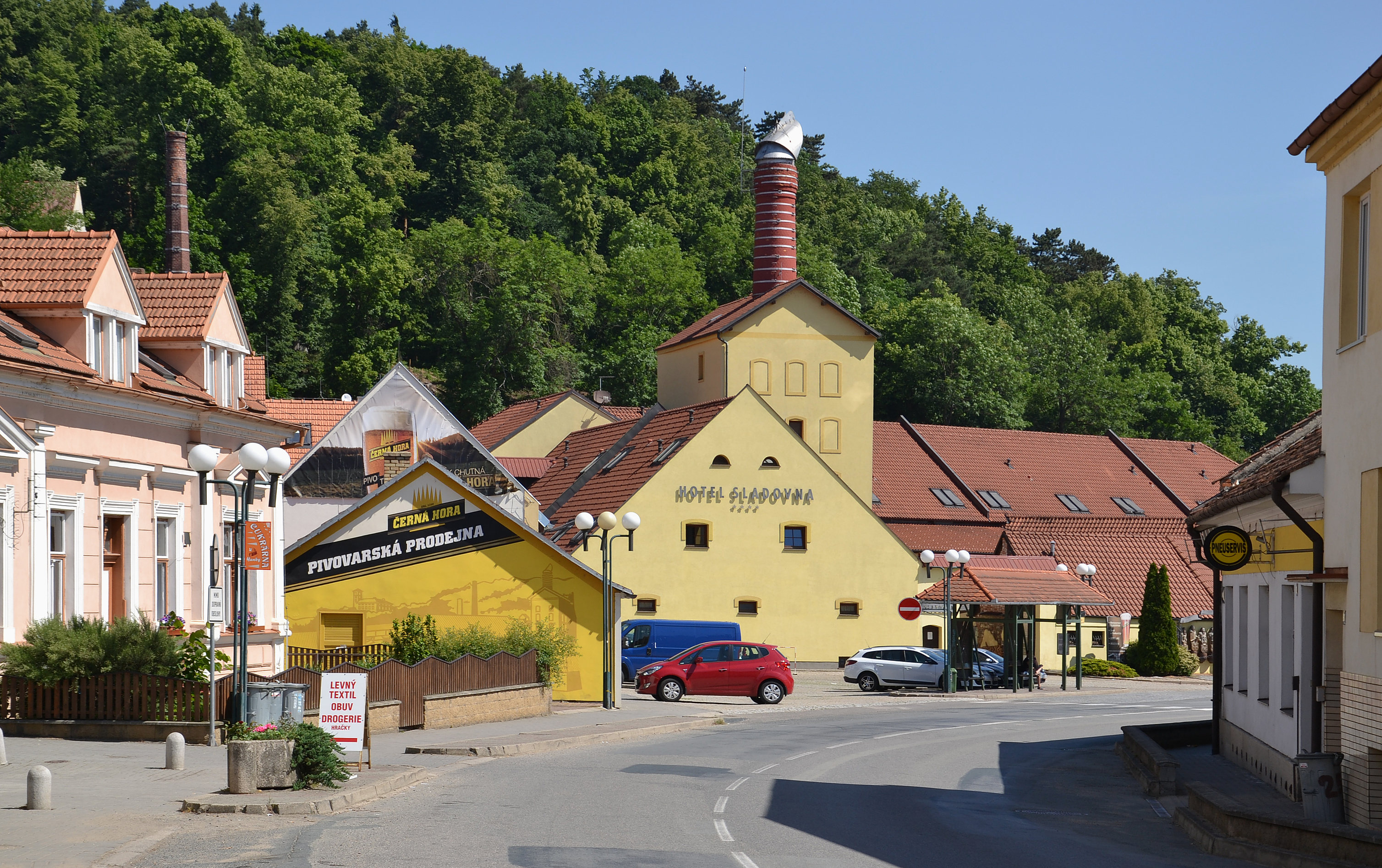
Brauerei Černá Hora

Bekanntestes Unternehmen des Ortes ist heute die Brauerei Černá Hora, welche die gleichnamige Biermarke produziert. Seit 2006 ist Černá Hora ein Městys.
Die Bevölkerungsentwicklung war mäßig. 1880 wurden 1287 Einwohner (nur Tschechen) gezählt, 1930 waren es 1536 und 1991 1904 Einwohner. Das Wappen des Ortes mit dem silbernen gezackten Balken in Rot ist das Wappen der Herren von Boskowitz und Schwarzenberg und hält die Erinnerung an deren historische Bedeutung wach.

## Gemeindegliederung
Für den Městys Černá Hora sind keine Ortsteile ausgewiesen. Grundsiedlungseinheiten sind Černá Hora und Skleníky-Selkov.

## Sehenswürdigkeiten

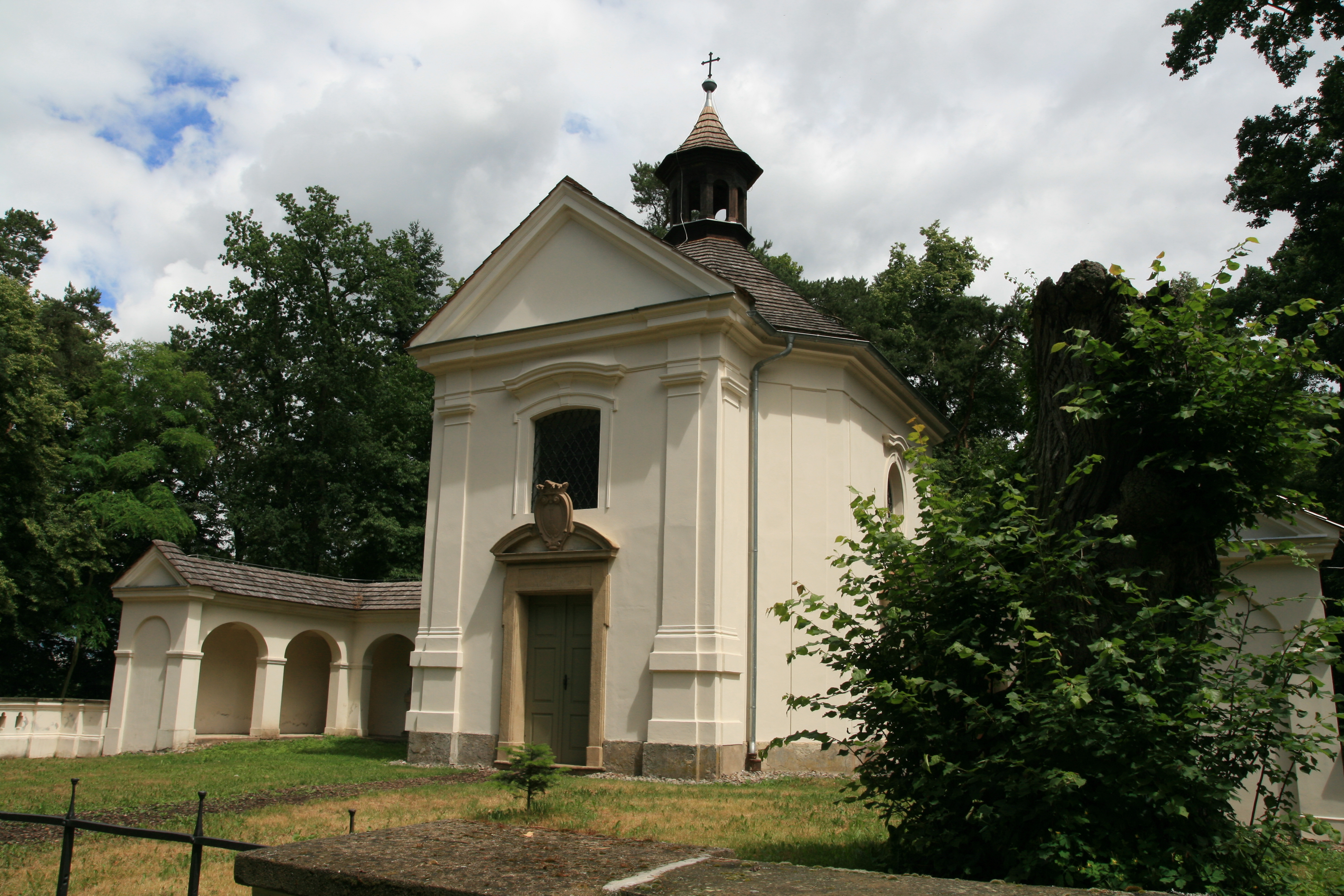
Kapelle der heiligen Familie

- Das Schloss Černá Hora entstand an der Stelle einer gotischen Burg, die 1556 im Renaissancestil umgebaut wurde. Nach einem Brand 1724 wurde das verfallene Schloss 1830 von Johann Nepomuk von Geisslern ersteigert und 1859 bis 1861 von Graf Moritz Friess († 1887) renoviert und restauriert.
- Schlosspark und Kapelle der heiligen Familie
- Die Pfarrkirche St. Laurentius wurde 1707–1710 im Stil des Barock errichtet
- Statue des hl. Johannes von Nepomuk an der Kirche

## Persönlichkeiten
- Leopold Löw (1811–1875), Rabbiner
- Josef Kupka (1862–1941), Bischof von Brünn
- Josef Pilnáček (1883–1952), Historiker, Genealoge und Heraldiker